# Diourka Medveczky
Diourka Medveczky, de son vrai nom György Medveczky, né le 16 mars 1930 à Budapest (Hongrie) et mort le 27 septembre 2018 Saint-André-de-Valborgne (Gard), est un sculpteur et réalisateur hongrois actif en France des années 1950 aux années 1970. 
Époux de Bernadette Lafont de 1959 à 1974, il est le père des actrices Pauline et Élisabeth Lafont.

## Biographie

### Origines familiales et formation
Il est le fils d'Endre Medveczky, biologiste, et d'Erzsébet Elek, enseignante.
Quittant son pays d'origine pour des raisons politiques, au moment où la Hongrie devient une « démocratie populaire », Diourka Medveczky s'installe en 1948 en France, en raison de son intérêt pour les écoles artistiques françaises.
Au début de l'année 1950, il sort diplômé d'une école d'arts plastiques, l'Atelier de Fontcarrade, à Montpellier.

### Débuts comme artiste
En octobre-novembre 1959, il expose vingt œuvres en taille directe de pierre dure à la Galerie Rive Gauche dirigée par R. A. Augustinci. Son style est très marqué par les sculpteurs Ossip Zadkine, Henri Laurens et Jacques Lipchitz. 
C'est à cette époque qu'il rencontre l'actrice Bernadette Lafont (1938-2013), mariée depuis 1957 avec Gérard Blain. Divorcée de celui-ci, Bernadette épouse Diourka le 13 septembre 1959 à Saint-André-de-Valborgne. De cette union vont naître trois enfants : Elisabeth (1960), David (1961) et Pauline (1963-1988), ses deux filles prenant le nom de « Lafont » pour mener une carrière d'artiste (chanteuse et comédienne). 
En 1965, il obtient le Grand Prix du Salon de la jeune sculpture pour Le Grand Germe.

### Cinéaste
Il décide ensuite de se tourner vers la création cinématographique. 
En 1967, il réalise un court-métrage, Marie et le Curé, inspiré de l'affaire Guy Desnoyers, le curé d'Uruffe, dans lequel Bernadette Lafont tient le rôle-titre au côté de Jean-Claude Castelli.
En 1969, il tourne son seul long métrage, Paul, avec Jean-Pierre Léaud, Jean-Pierre Kalfon et Bernadette Lafont, coproduit par Mag Bodard. Les Cahiers du cinéma écrivent alors : « Nous aurons à reparler, à propos de ce film, d'un cinéaste dont on peut d'ores et déjà estimer qu'il est l'un des plus importants tournant en France ». » Malgré les prix qu'il remporte au festival international du jeune cinéma de Hyères, le film n'est pas distribué en salles.
Il écrit le scénario, puis renonce à tourner son second long-métrage, Margaret et le veuf, qui devait être interprété par sa propre fille, Élizabeth , Diourka Medveczky met un terme à sa carrière cinématographique et se retire à la campagne.

### Retraite
En août 1973, à Vauvert (Gard), il est gravement blessé à une jambe après avoir été percuté par une voiture. Il s'installe dans la commune d'Ablon (Calvados) où il cultive son potager et sculpte notamment des chaises. Les Ablonnais le surnomment Jésus. Il vit ensuite à Auzillargues (Cévennes gardoises), dans une maison qu'il a lui même construite, près de la maison familiale de la famille Lafont à Saint-André-de-Valborgne (Gard). 
L'année 1988 est marquée par un deuil : la mort de sa fille Pauline, au cours d'une randonnée solitaire autour de Saint-André-de-Valborgne. Signalée disparue le 11 août, elle n'est n'est retrouvée que le 21 novembre, dans un ravin sur la commune limitrophe de Gabriac (Lozère).
En 2015-2016, il vit à Madagascar, sur l'Île aux Nattes, puis retourne en 2016 dans les Cévennes, chez son fils.

### Mort et funérailles
Diourka Medveczky meurt le 27 septembre 2018, à l'âge de 88 ans.

## Filmographie
Son œuvre cinématographique intégrale a été réunie dans un coffret DVD Diourka-Lafont sortie en novembre 2012 chez Filmedia.
- 1967 : Marie et le Curé (court métrage)
- 1969 : Jeanne et la moto (court métrage)
- 1969 : Paul

## Récompenses

### Sculpture
- 1959 : Exposition Galerie Rive gauche (Paris)
- 1965 : Grand prix du Salon de la jeune sculpture, Paris

### Cinéma
- 1969 : Grand prix pour le film Paul au Festival international du jeune cinéma de Hyères
- 1969 : Prix vingt ans pour le film Paul au Festival international du jeune cinéma de Hyères
- 1971 : Prix Georges Sadoul pour le film Paul

### Films documentaires
- Diourka, à prendre ou à laisser, documentaire d'André S. Labarthe et Estelle Fredet
- Alléluia !, documentaire de Jean-Baptiste Alazard, 2016, 59 minutes, production Stank « Alléluia », sur www.tenk.fr (consulté le 27 août 2017)